# Difénsav
A difénsav szerves vegyület, képlete (C6H4COOH)2. Ez a bifenil dikarbonsavai közül a leginkább tanulmányozott. Fehér szilárd anyag, mely antranilsavból állítható elő diazóniumsóból. A fenantrén mikrobák általi metabolizmusának terméke.
Koordinációs polimereket alkot. Atropizomériát mutat. Anhidridjében 7 tagú gyűrű csatlakozik a benzolgyűrűkhöz.

## Előállítás
A difénsav antranilsavból állítható elő diazotálással, melyet réz(I)-gyel való redukció követ.

Fenantrén perecetsavval való oxidációjával is előállítható, mely ecetsavból és 90%-os hidrogén-peroxidból állítható elő:
{\displaystyle {\ce {CH3COOH + H2O2 <-> CH3COOOH + H2O}}}
{\displaystyle {\ce {4 CH3COOOH + C14H10 -> 4 CH3COOH + (C6H4COOH)2}}}
A fenantrén más oxidálószerekkel (például hidrogén-peroxiddal, króm-trioxiddal, kálium-dikromáttal vagy kálium-permanganáttal) is kezelhető, mely előbb fenantrénkinont ad, további oxidációval difénsavat. A fenantrénkinon alkoholos kálium-hidroxid-oldatban is reagálhat, ekkor kálium-difenát keletkezik, vagy fotooxidálható difénsavvá.

## Fordítás
- Ez a szócikk részben vagy egészben  a   Diphenic acid című angol Wikipédia-szócikk ezen változatának fordításán alapul.  Az eredeti cikk szerkesztőit annak laptörténete sorolja fel. Ez a jelzés csupán a megfogalmazás eredetét és a szerzői jogokat jelzi, nem szolgál a cikkben szereplő információk forrásmegjelöléseként.